# Електронна теорія хімічного зв'язку

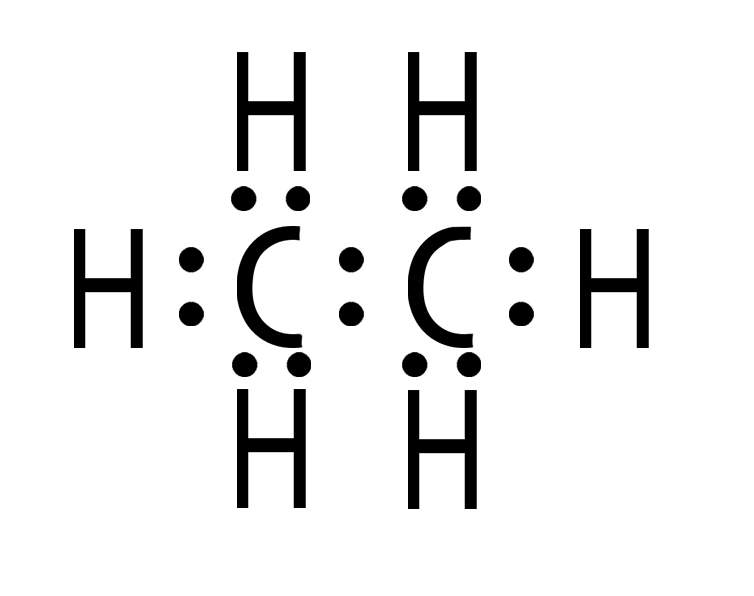
Рис. 1.

Електронна теорія хімічного зв'язку — теорія, яку запропонував та розвинув американський фізико-хімік Льюїс у 1912—1916 роках.
Ковалентний хімічний зв'язок, за Льюїсом, утворюється завдяки усуспільненню пари електронів, тобто електронна густина розподіляється між двома атомами, на противагу панівній тоді теорії, за якою один зі зв'язаних атомів несе додатний, а інший — від'ємний заряд. Льюїс також запропонував позначати електрони крапками біля символу хімічного елемента. Електронна теорія хімічного зв'язку включає ідею Льюїса, що завершений зовнішній електронний шар атома містить вісім електронів.
Електронна теорія хімічного зв'язку Льюїса лягла в основу класичної теорії будови в органічній хімії, що ґрунтується на уявленні про парний зв'язок між атомами, утворений дублетом електронів. Наприклад, зв'язок C-C у молекулі етану зображують як пару електронів, що належить обом атомам вуглецю (рис. 1).
Сполучну електронну пару спочатку позначали двома крапками, розташованими між двома атомами молекули.
Хімічний зв'язок може утворюватися як усуспільненням двох електронів, що належать різним атомам чи вільним радикалам
R + R → R: R,
так і внаслідок передання пари електронів одним з атомів у спільне користування з іншим, електронодефіцитним атомом за донорно-акцепторним механізмом:
X + + :Y - → X: Y.
Концепції електронної теорії хімічного зв'язку — загальноприйнята мова теоретичної органічної хімії.
Концепції електронної теорії хімічного зв'язку та її квантовомеханічного доповнення — теорії валентних схем виявилися не застосовними для опису структури «некласичного» йону — молекулярного йону водню H2+ — молекулярної сполуки, утвореної єдиним електроном. У молекулярному йоні водню H2+ немає ні дублету електронів, ні компенсації спінів електронів, ні перекриття атомних орбіталей, які утворюють ковалентний зв'язок, оскільки в системі є лише один електрон. Тим не менш, молекулярний іон водню H2+ є стійкою сполукою.
Утворення ковалентного зв'язку, яке, за Льюїсом, здійснює спільна для двох атомів електронна пара (дублет електронів), В. Гайтлер і Ф. Лондон згодом інтерпретували в рамках квантової механіки як ефект перекриття електронних густин (атомних орбіталей) атомів, які взаємодіють. У рамках цієї теорії (теорія валентних схем) утворення валентного зв'язку між двома атомами обумовлено взаємною компенсацією спінів їхніх валентних електронів, причому утворена електронна пара входить у зовнішні електронні оболонки обох атомів.

## Еволюція уявлення про електронну пару

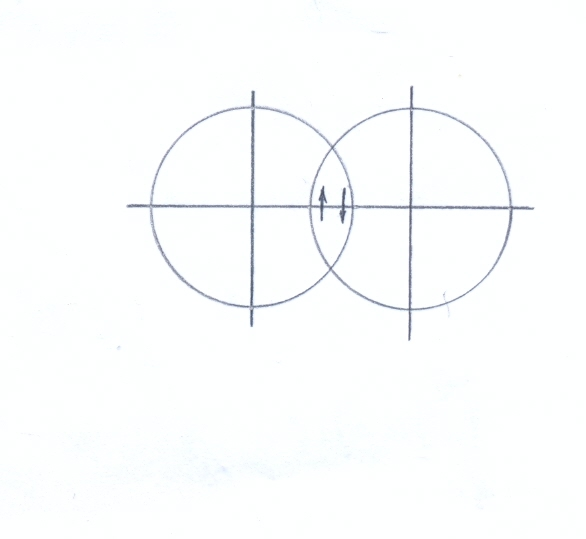
Рис. 2. Спін-спінова взаємодія електронів у сполучній електронній парі

Рис. 3. Модель молекули метану, утвореної sp^{3}-гібридними орбіталями.

Рис. 4. Контурна карта електронної густини для молекули водню

У цьому електрони атомів водню дозаповнюють електронні оболонки обох атомів вуглецю до октету (правило октету).
З появою теорії валентних схем та відкриттям спіну електрона, електронну пару стали позначати двома паралельними стрілками, спрямованими у протилежні боки, розташованими в ділянці перекриття атомних орбіталей (рис. 2).
У рамках теорії валентних схем атом вуглецю в алканах, наприклад, у метані, оточують чотири сполучні електронні пари (рис. 3).
У теорії молекулярних орбіталей сполучну електронну пару стали подавати у вигляді контурних карт електронної густини. На рис. 4 наведено контурну карту різниць електронної густини для молекули водню (суцільні лінії — ділянки збільшення електронної густини (в одиницях заряду електрона), пунктирні — ділянки її зменшення, порівняно з електронною густиною незв'язаних атомів водню, зближених на рівноважну відстань).
У всіх випадках сполучна електронна пара або електронна густина концентрується на лінії, що з'єднує ядра молекули. У теорії відштовхування валентних електронних пар проведено оцінку розмірів електронних хмар сполучних електронних пар, Å:
| Другий період | Другий період | Третій період | Третій період | Четвертий період | Четвертий період | Четвертий період |
| елемент       | re            | елемент       | re            | елемент          | re               |                  |
| Li            | 0,86          | Na            | 0,85          | K                | 0,87             |                  |
| Be            | 0,74          | Mg            | 0,85          | Ca               | 0,81             |                  |
| B             | 0,61          | Al            | 0,75          | Ga               | 0,68             |                  |
| C             | 0,62          | Si            | 0,76          | Ge               | 0,69             |                  |
| N             | 0,59          | P             | 0,76          | As               | 0,74             |                  |
| O             | 0,57          | S             | 0,75          | Se               | 0,75             |                  |
| F             | 0,57          | Cl            | 0,73          | Br               | 0,75             |                  |
| Ne            | 0,56          | Ar            | 0,72          | Kr               | 0,75             |                  |

## Будова сполучної електронної пари
Для описання хімічних сполук із кратними зв'язками Л. Полінг уводить уявлення про σ- і π-сполучні електронні пари. Електронна пара, що утворює σ-зв'язок, має, за Полінгом, циліндричну симетрію відносно лінії зв'язку, тоді як, електронна пара, що утворює π-зв'язок, антисиметрична відносно площини, яка проходить через зв'язок. Передбачалося, що подвійний зв'язок складається з одного σ- і одного π-зв'язку, а потрійний — з одного σ- та двох ортогональних π-зв'язків.
У такій інтерпретації сполучні електронні пари ставали нерівноцінними — σ-зв'язки розташовувалися на лінії, що з'єднує ядра молекули, а електронні пари π-зв'язку витіснялися з цієї лінії (рис. 5).

Рис. 5, а. Потрійний зв'язок у молекулі ацетилену та осьова проєкція
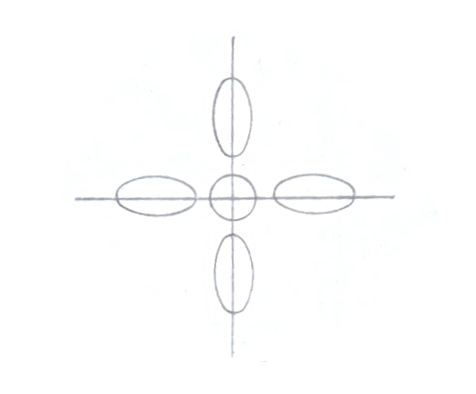
Рис. 5, б

Пізніше, на симпозіумі, присвяченому пам'яті Кекуле (Лондон, вересень 1958 року), Л. Полінг відмовився від σ-, π-опису кратних зв'язків і запропонував теорію вигнутого хімічного зв'язку, в якій усі сполучні електронні пари рівноцінні та віддалені від лінії ядра атомів молекули. Подвійний зв'язок представляється як комбінація двох, а потрійний — трьох однакових вигнутих хімічних зв'язків.
Знаючи між'ядерні відстані ординарного хімічного зв'язку (1,54 Å), подвійного хімічного зв'язку (1,33 Å) і потрійного хімічного зв'язку (1,20 Å), можна було обчислити величини прогину ординарного хімічного зв'язку як у подвійному зв'язку (0,388 Å), так і в потрійному зв'язку (0,483 Å).

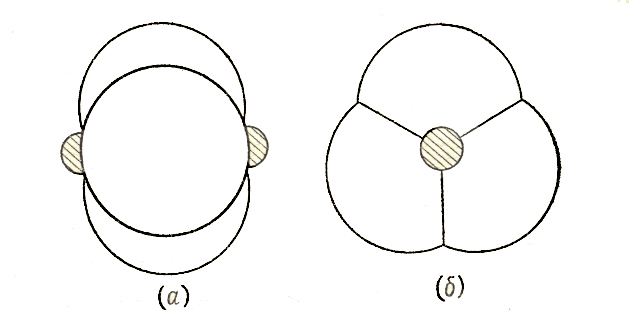
Рис. 6

У теорії відштовхування електронних пар три зв'язувальні електронні пари потрійного зв'язку представлено у вигляді трьох сплющених сфер, які дають форму диска або сплющеного еліпсоїда, розташованих навколо лінії, що з'єднує ядра атомів молекули ацетилену (рис. 6).
Теорія вигнутого хімічного зв'язку та теорія відштовхування електронних пар, на відміну від теорії валентних зв'язків та теорії молекулярних орбіталей, враховували електростатичне відштовхування електронів.
Електростатичне відштовхування електронів безпосередньо у сполучній електронній парі закладено в борівському хімічному зв'язку. Нільс Бор уявляв електронну пару у формі кільця електронів. У метані, за Бором:
Ядро вуглецю, вкладене в дуже маленьке кільце з двох електронів, розташоване в центрі (тетраедра), а ядра водню — в кожній вершині. Хімічні зв'язки представлені 4 кільцями з 2 електронів кожне, що обертаються навколо ліній, які з'єднують центр із вершинами.Оригінальний текст (англ.)
...the carbon nucleus surrounded by a very small ring of two electrons being situated in the centre, and a hydrogen nucleus in every corner. The chemical bonds are represented by 4 rings of 2 electrons each rotating round the lines connecting the centre and the corners.
Нині сполучну електронну пару трактують так:
Просту модель двоатомного зв'язку можна уявити у вигляді двох ядер, між якими в площині, перпендикулярній до осі, що з'єднує ядра, обертаються сполучні електрони. При цьому припускають, що між зарядженими частинками (електрони, ядра) діють лише електростатичні сили. Якщо атоми, що з'єднуються в молекулу, мають однакові потенціали йонізації, площина обертання електронів розташовується на рівній відстані від кожного з ядер. Якщо ж потенціали йонізації різні, то площина обертання електронної пари зміщується в бік атома з більшим ППІ (першим потенціалом іонізації).Оригінальний текст (рос.)
Простую модель двухатомной связи можно представить в виде двух ядер, между которыми в плоскости, перпендикулярной оси, соединяющей ядра, вращаются связывающие электроны. При этом предполагается, что между заряженными частицами (электроны, ядра) действуют только электростатические силы. Если соединяющиеся в молекулу атомы имеют одинаковые потенциалы ионизации, плоскость вращения электронов располагается на равном расстоянии от каждого из ядер. Если же потенциалы ионизации различны, то плоскость вращения электронной пары смещается в сторону атома с большим ППИ.